# Chicago Board of Trade

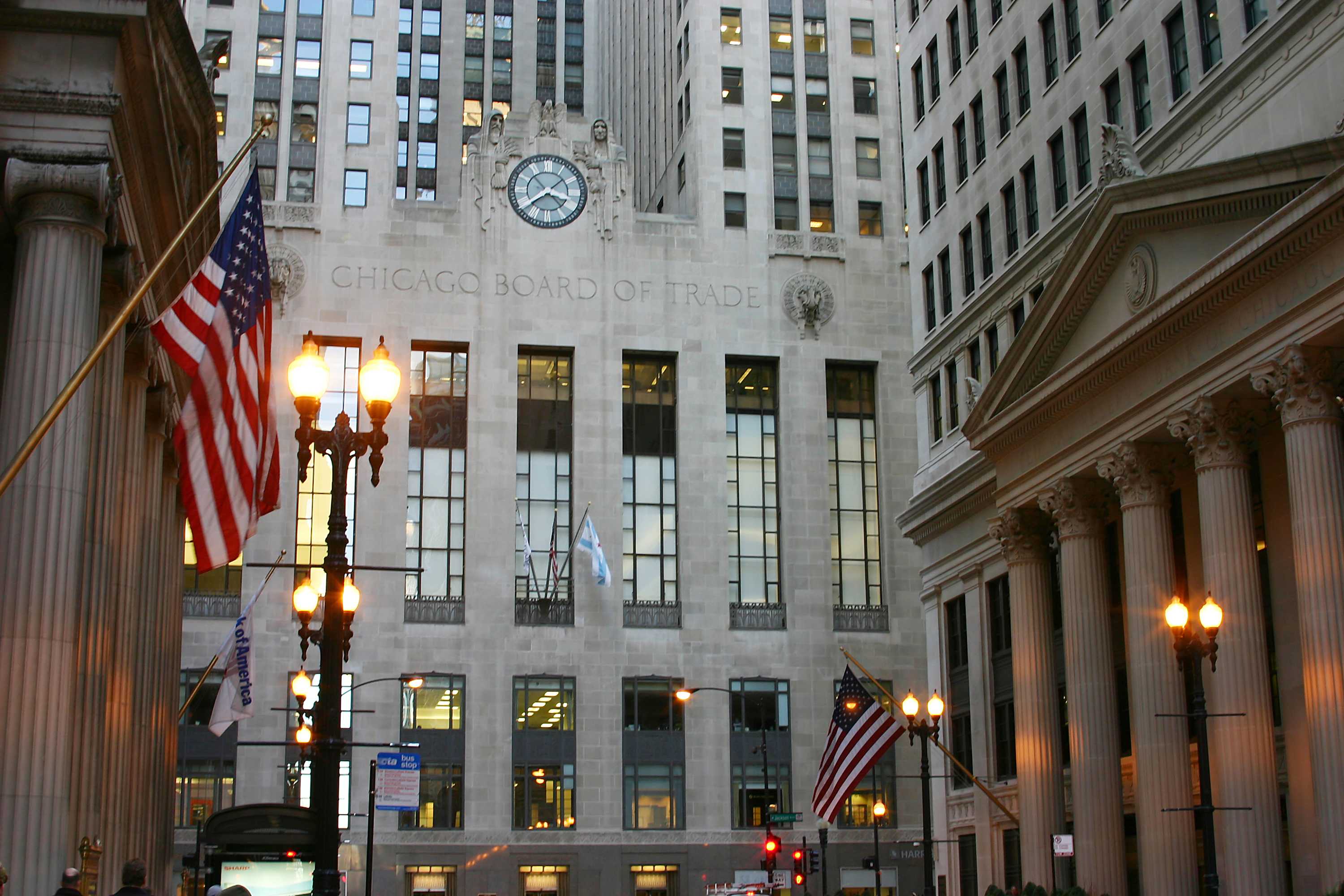
Chicago Board of Trade

El Chicago Board of Trade (CBOT) (NYSE: CME) se fundó en 1848, es el mercado de futuros y opciones más antiguo del mundo el cual se ubica en Chicago, EE. UU.. El CBOT originalmente sólo se comercializaban productos agrícolas básicos como trigo, maíz y soja. Luego, pasó a ofrecer opciones y contratos de futuros sobre una amplia gama de productos, incluido el oro, la plata, los bonos del Tesoro de EE. UU. y la energía.
Más de 50 diferentes contratos de opciones y futuros de commodities son negociados por los más de 3.600 miembros, a través de contratos abiertos a voz cantada y por medios electrónicos (eTrading). En 2003 se batió el récord de contratos, con 454 millones de contratos. El 12 de julio de 2007 el CBOT se fusionó con el Chicago Mercantile Exchange y se creó una compañía holding, CME Group. CBOT dejó de existir como una empresa separada.
Tiene su sede en el Chicago Board of Trade Building.